# Natalia Cattelani
Natalia Cattelani (Sassuolo, 27 agosto 1964) è una cuoca, personaggio televisivo e blogger italiana.
Ha creato il suo primo blog di cucina nel 2008; poco tempo dopo è stata chiamata alla trasmissione La prova del cuoco per realizzare ricette per bambini e ragazzi. Scrive libri di cucina dal 2012, è arrivata seconda in classifica Amazon e ha collaborato con La Repubblica nel 2018 per il libro I dolci di casa

## Biografia
Nata a Sassuolo, ha studiato giurisprudenza all'Università di Modena. Durante questo periodo si è avvicinata sempre di più alla cucina, che comunque era una sua passione da sempre, grazie a qualche corso seguito a Bologna. Vive a Roma dal 1990, anno in cui si è sposata.
La passione per la cucina è continuata a crescere dopo la nascita delle sue prime due figlie. A Roma si è fatta conoscere per i suoi buffet nell'ambito di feste e di cene private. Nel 2007 ha aperto una scuola di cucina Cuciniamo.Ci. Dopo aver partorito altre due figlie ha deciso di iniziare a condividere le sue ricette sul web per realizzare una raccolta di ricette da lasciare poi alle sue bambine. L'anno dopo aver aperto il blog, nel 2009, è iniziata la sua avventura in tv: presenza fissa della trasmissione di Rai 1 La prova del cuoco, propone ricette di casa, semplici e veloci per tutte le famiglie.
Ha scritto 6 libri di cui 3 con Rai Libri: I dolci di casa, Le torte salate di casa mia e Dolci per mille occasioni.

## Programmi televisivi
- La prova del cuoco (Rai1, 2009 - 2020)
- Dolci tentazioni con Michele La Ginestra (Alice TV, 2019)
- È sempre mezzogiorno, (Rai1, 2020 - in corso)

## Libri
- Bambini in festa, Gribaudo, 2012. ISBN 978-8858006337

- Ricette per gioco, Artioli edizioni, 2013.

- Tutti in cucina, Pianopiano book bakery, 2015.

- Le ricette della fertilità, Pianopiano book bakery, 2016.

- I dolci di casa, Rai Eri, 2018. ISBN 978-8839717313

- Le torte salate di casa mia, Rai Libri, 2019. ISBN 978-8839717566
- Dolci per mille occasioni, Rai Libri, 2020. ISBN 978-8839717917